# División B (metro de Nueva York)

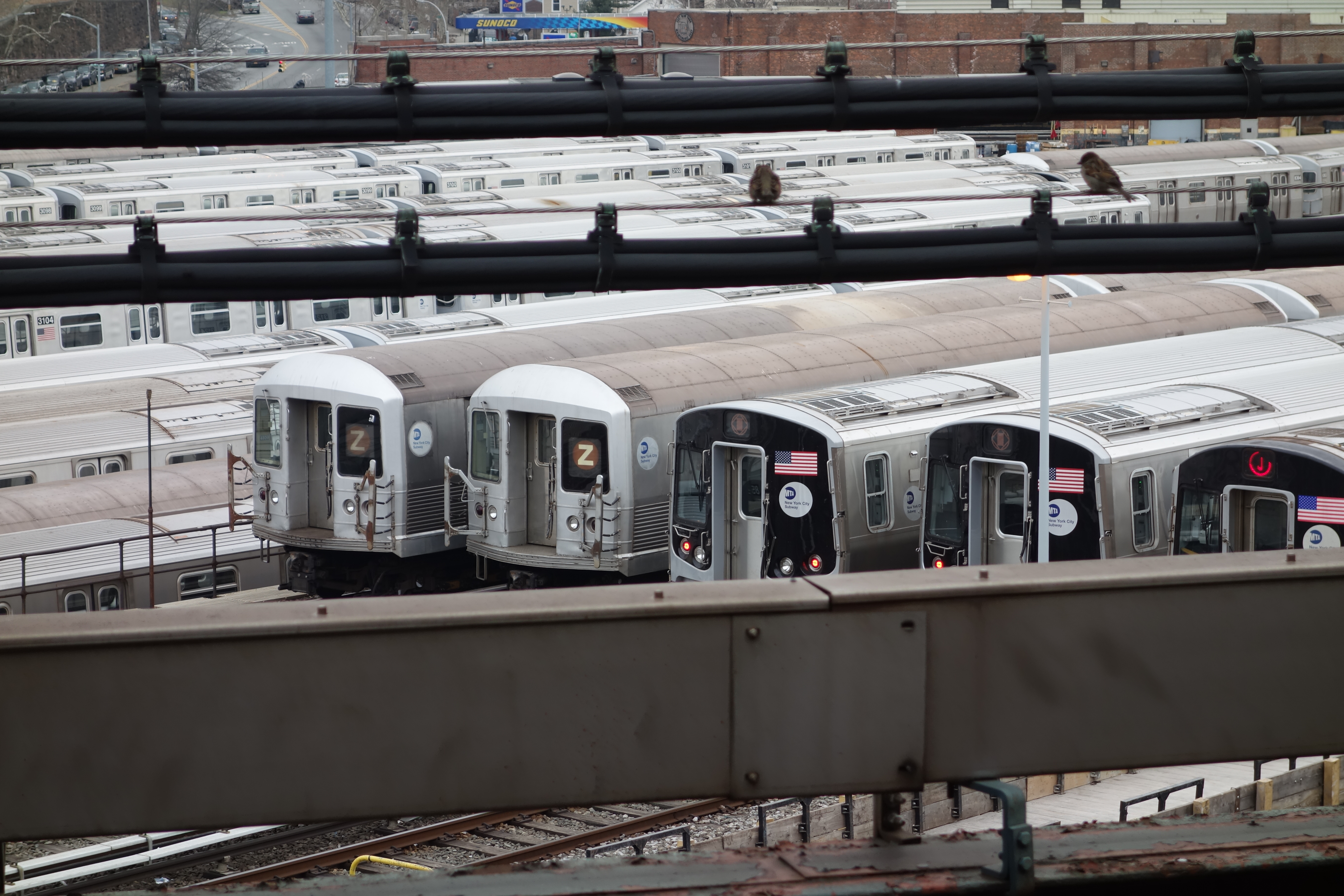
Trenes de la División B en la estación Canarsie

La División B es una división del Metro de la ciudad de Nueva York, que comprende las líneas operadas con servicios designados por las letras (A, B, C, D, E, F, G, J, L, M, N, Q, R, W, y Z), también junto con los servicios Franklin Avenue Shuttle y Rockaway Park Shuttle. Estas líneas y servicios fueron operadas por la Corporación de Tránsito de Brooklyn y Manhattan y la ciudad-propiedad del Sistema Independiente del Metro antes de que la ciudad tomara el poder del BMT en 1940. Los vagones de la división B son más anchos, largos, y pesados que los de la división A, midiendo 9.75 y 60 y 75 pie (3 por 18 o 23 metros).
Los dos antiguos sistemas todavía a veces se les llama la ' División IND' y la División BMT.

## Lista de las líneas
Las siguientes líneas son partes de la división B (solo los servicios que normalmente se usan están mostrados):
- BMT Línea de la Cuarta Avenida  (D N R)
- IND Línea de la Sexta Avenida (B D F V)
- IND Línea de la Octava Avenida (A C E)
- Conexión del túnel de la Calle 60 (R)
- BMT Línea de la Calle 63 (aún no hay servicio)
- IND Línea de la Calle 63 (F)
- BMT Línea Archer (J Z)
- IND Línea Archer (E)
- BMT Línea Astoria (N W)
- BMT Línea Brighton (B Q)
- BMT Línea Broadway (N Q R W)
- BMT Línea Canarsie  (L)
- Conexión de la Calle Chrystie (B D)
- IND Línea Concourse (D)
- IND Línea Crosstown (G)
- IND Línea Culver (F G)
- BMT Línea de la Avenida Franklin (S)
- IND Línea de la Calle Fulton (A C)
- BMT Línea Jamaica (J M Z)
- BMT Línea de la Avenida Myrtle (M)
- BMT Línea de la Calle Nassau (J M Z)
- IND Línea Queens Boulevard (E F R V)
- IND Línea Rockway (A S)
- BMT Línea de Sea Beach (N)
- BMT Línea West End (D)

## Historia

### A principios
La línea más antigua en convertirse en parte de la división B fue la línea de la Avenida Lexington que abrió en 1885. Un gran sistema de rieles elevados en Brooklyn fue fundada en 1908 por la Compañía del Sistema Rápido de Brooklyn (BRT), cruzando el puente de Brooklyn y el puente de Williamsburg hacia las terminales en Manhattan. Con los Dual Contracts, firmados en 1913, la BRT adquirió el poder para hacer extensiones hacia Queens, al igual que en el Bajo Manhattan y Midtown Manhattan. Ls BRT se convirtió en la Brooklyn-Manhattan Transit Corporation en 1923 después de una bancarrota.
La Independent Subway System o sus siglas en inglés (IND) fue creada por la ciudad en los años 1920s y 1930s como el tercer sistema operado por la ciudad, compitiendo con la BMT y la Compañía IRT. La ciudad tomó el poder de las operaciones del BMT y la IRT en 1940, consolidando en una sola propiedad los tres sistemas. Debido a que los túneles originales de la IRT eran muy pequeños, decidieron que  deberían de permanecer como una división separadas hasta estos días.

### IND antes de 1967
Los servicios IND fueron puestos en los mapas y letreros empezando con la apertura de la primera línea en 1932. Seis letras de la - A a la F - fueron asignadas a los servicios principales, ordenados por la terminal norte y la línea en midtown, con los servicios expresos teniendo solo una letra, mientras que los servicios locales tenían dos letras. 	
Las siguientes etiquetas se utilizaron desde 1940 a 1967:
|    | Nombre | Extremo norte/tipo |
| -- | --- | ------------------ |
| A  | Eighth Avenue Express (todo el tiempo)                                                                            | Washington Heights |
| AA | Eighth Avenue Local (no horas pico)                                                                               | Washington Heights |
| BB | Sixth Avenue Local (horas pico en días de semana)                                                                 | Washington Heights |
| CC | Eighth Avenue Local (horas pico en días de semana)                                                                | Concourse          |
| D  | Sixth Avenue-Houston Street Express (todo el tiempo)                                                              | Concourse          |
| E  | Eighth Avenue Express (todo el tiempo; hacia Rockaway durante días de semanas en horas pico empezando desde 1956) | Queens-Jamaica     |
| F  | Sixth Avenue Express (todo el tiempo)                                                                             | Queens-Jamaica     |
| GG | Crosstown Local (todo el tiempo)                                                                                  | Brooklyn-Queens    |
| HH | Fulton Street Local (suspendido en 1946)                                                                          | N/A                |
| HH | Rockaway Local (no horas pico; empezando desde 1956)                                                              | N/A                |

### Consolidación de las operaciones
Hasta 1954 y 1955, cuando la rampa Culver y conexión del túnel de la calle 60 fueron abiertas, las vías de la BMT y la IND no fueron conectadas. Los primeros servicios conjuntos utilizando en estas conexiones funcionan de manera similar a las vías derechas; no fue hasta que la conexión de la calle Chrystue abriera en 1967 que los sistemas de la ex-BMT y la IND fueron consolidados operacionalmente. 
A principios de 1924,[cita requerida] los servicios BMT fueron asignados a números. La ciudad los asignó a letras - generalmente se seguía el patrón de dobles letras usados en los servicios locales - a principios de los años 1960s para prepararse para la nueva conexión de la calle Chrystie en 1967 . SOlo las divisiones sur (1-4) fueron colocadas en los mapas, pero todos los servicios a excepción de los remanentes de los antiguos rieles elevados fueron asignados a letras:
| Antigua | Nueva | Nombre                                                                          |
| ------- | ----- | ------------------------------------------------------------------------------- |
| 1       | Q     | Brighton expresa vía un puente (días de semana)                                 |
| 1       | QB    | Brighton local vía un puente (días de semana)                                   |
| 1       | QT    | Brighton Local vía un túnel (otras veces)                                       |
| 2       | RR    | Fourth Avenue Local vía un túnel (todo el tiempo)                               |
| 3       | T     | West End Expresa vía un puente (horas pico de días de semana y domingos)        |
| 3       | TT    | West End Local vía un túnel (días de semana; shuttle en Brooklyn u otras veces) |
| 4       | N     | Sea Beach Expresa vía un puente (todo el tiempo)                                |
| 5       | N/D   | Culver Shuttle (todo el tiempo)                                                 |
| 6       | N/D   | Fifth Avenue-Bay Ridge Line (suspendida en 1940)                                |
| 7       | N/D   | Franklin Shuttle (todo el tiempo)                                               |
| 8       | N/D   | Astoria Line (suspendida en 1949)                                               |
| 9       | N/D   | Flushing Line (suspendida en 1949)                                              |
| 10      | M     | Myrtle Expresa (horas pico en días de semana)                                   |
| 11      | N/D   | Myrtle Local (todo el tiempo)                                                   |
| 12      | N/D   | Lexington Avenue Line (suspendida en 1950)                                      |
| 13      | N/D   | Fulton Street Line (suspendida en 1956)                                         |
| 14      | KK    | Broadway Brooklyn Local (horas pico en días de semana)                          |
| 15      | J     | Jamaica Expresa (horas picos en días de semana)                                 |
| 15      | JJ    | Jamaica Local (siempre excepto en horas pico en dais de semana)                 |
| 16      | L     | 14th Street Expresa (nunca operó)                                               |
| 16      | LL    | 14th Street Local (todo el tiempo)                                              |

En 1967,  los shuttles (servicio de lanzadera o un servicio de trenes que operan en solo dos estaciones) de las líneas Culver y Franklin se convirtieron en los servicios SS - la designación estándar para los shuttles - y Myrtle Local ("Myrtle (Jay)", suspendida en 1969) fue nombrada como el servicio MJ.

### Después de 1967
La apertura de 1967 de la conexión de la calle Chrystie resultó en un número de cambios. Los siguientes servicios han estado operando desde entonces:
- A Eighth Avenue Express, 1967 - presente
- B Sixth Avenue Local, 1967 - presente
- C Eighth Avenue Local, 1967 - presente (CC hasta 1986)
- D Sixth Avenue Express, 1967 - presente
- E Eighth Avenue Local, 1967 - presente
- EE Broadway Local, 1967 - 1976
- F Sixth Avenue Local, 1967 - presente
- G Brooklyn-Queens Crosstown Local, 1967 - presente (GG hasta 1986)
- J Nassau Street Express, 1967 - presente (QJ hasta 1973)
- K Broadway Brooklyn Local, 1967 - 1976 (JJ desde 1967 hasta 1968; KK desde 1968 hasta 1973)
- K Eighth Avenue Local, 1967 - 1988 (AA hasta 1986)
- L 14th Street-Canarsie Local, 1967 - presente (LL hasta 1986)
- M Nassau Street Local, 1967 - presente
- MJ Myrtle Local, 1967 - 1969
- N Broadway Express, 1967 - presente
- NX Broadway Express, 1967 - 1968
- Q Broadway Express, 1967 - presente (QB hasta 1986)
- R Broadway Local, 1967 - presente (RR hasta 1986)
- RJ Nassau Street Local, 1967 - 1968
- S Franklin Avenue Shuttle, 1967 - presente (SS hasta 1986)
- S Rockaway Park Shuttle, 1967 - 1972, 1986 - presente (HH desde 1967 a 1972 y la H desde 1986 a 1994; parte del servicio A y entre el servicio CC)
- SS Culver Shuttle, 1967-1975
- TT West End Shuttle, 1967-1968
- V Sixth Avenue Local, 2001-presente
- W Broadway Local, 2001-presente
- Z Nassau Street Express, 1988 - presente